# Antonio Carabelli
Antonio Carabelli (Obino, 1648 – Obino, 1694) è stato uno scultore svizzero.

## Biografia
Antonio Carabelli discendette da una famiglia di scultori e stuccatori ticinesi attivi in Italia e all'estero, in Portogallo, in Germania, in Austria, in Inghilterra.
Antonio si mise in evidenza con la decorazione in stucco per la volta della navata della parrocchiale di Castel San Pietro presso Mendrisio (1678), che risultò una delle sue opere più corrette ed eleganti.
A Salisburgo lavorò assieme ai fratelli Brenni di Mendrisio, realizzando gli stucchi della chiesa dei Teatini (1686-1688), e l'anno successivo quelli del Palazzo d'Inverno.
Tra gli altri esponenti di spicco della famiglia Carabelli si possono menzionare Francesco (1737-1798) e suo nipote Donato (1760-1839), che spesso lavorarono in coppia alla Veneranda Fabbrica del Duomo di Milano.

## Opere
- Decorazione in stucco per la volta della navata della parrocchiale di Castel San Pietro presso Mendrisio (1678);
- Stucchi della chiesa dei Teatini a Salisburgo (1686-1688);
- Stucchi per il Palazzo d'Inverno a Salisburgo (1689).